# Al-Káida
Al-Káida (arabsky القاعدة‎ [ælqɑːʕɪdɐ]IPA; lze se setkat i s jinou transkripcí do češtiny, například: al-Kajdá, al-Kajda, al-Kájda, Al-kejda), do češtiny obvykle překládáno jako základna, je militantní islamistickou teroristickou organizací, která stojí za řadou velkých atentátů a únosů v celém světě včetně teroristických útoků 11. září 2001 v USA.
V čele této organizace stál již od jejího založení saúdskoarabský multimilionář, terorista Usáma bin Ládin, který se značnou měrou podílel na jejím financování. Byl zastřelen při cíleném vojenském útoku amerických speciálních sil námořnictva 2. 5. 2011 ve svém sídle v Pákistánu. Organizace podporuje sunnitskou větev islámu.

## Cíle
Podle vlastních prohlášení pokládá al-Káida za svůj prioritní cíl nastolení ryze muslimských států (např. chalífátů) na celém Arabském poloostrově a šíření islámské víry do jiných zemí. Za svého hlavního nepřítele přitom označuje USA, které viní z drancování arabského ropného bohatství a ze snahy o dosažení rozhodujícího vlivu v této oblasti. Osočují však i řadu evropských zemí, především Velkou Británii z výrazné podpory amerických vojenských operací, díky čemuž údajně nebudou váhat teroristicky útočit na evropské cíle.
V rámci svého úsilí o prosazení islámského práva šarí’a si ideologicky ospravedlňují zabíjení bezvěrců i muslimů vlažných ve víře.

## Vznik organizace
Al-Káida měla být založena na konci 80. let 20. století, často bývá uváděn rok 1988. Její počátky však sahají již do doby zahájení okupace Afghánistánu sovětskými vojsky v roce 1979. Řada jeho členů se totiž rekrutovala z arabských mudžáhidů, kteří v té době bojovali proti okupačním sovětským vojskům. K podpoře al-Káidy se připojil Usáma bin Ládin, který zasílal pomoc ze sousedního Pákistánu. Američané mudžáhidům poskytovali zbraně a finanční podporu během boje proti sovětské okupaci Afghánistánu.
Po odchodu sovětských vojsk tak v zemi zůstaly velké skupiny bojovníků, které byly velmi dobře vyzbrojeny a kvalitně vycvičeny v boji. S řadou z těchto mudžáhidů navázal Usáma bin Ládin kontakt a nabídl jim místo v nově vznikající ryze islámské organizaci al-Káida.

## Organizační systém
Organizační schéma al-Káidy je vytvořeno velmi propracovaně. Celá struktura se skládá z tříčlenných skupinek (buněk), jejichž členové se znají navzájem. Velitelé nad nimi jsou opět v kontaktu s pouze třemi buňkami a tak až prakticky k vrcholnému velení.
Výhoda této struktury je především v jejím utajení a jen velmi obtížné infiltraci zvenčí. Pokud dojde k prozrazení jedné tříčlenné skupiny a její členové jsou pozatýkáni, nemohou prakticky prozradit žádného dalšího člena kromě svého přímého velitele. A pokud se jemu podaří uniknout, stopa zde definitivně končí. Účinnost systému dokazuje i současná praxe, kdy přes intenzivní pátrání americké armády a tajných služeb dochází k zatčení špičkově postavených mužů al-Káidy jen velmi sporadicky.
Je běžné, že členové uvedených buněk pracují po dlouhou dobu jako tzv. „spící agenti“, což znamená, že nevyvíjejí žádnou vlastní teroristickou činnost a žijí ve společnosti naprosto skrytě. Teprve v případě potřeby, např. po několika letech, je terorista aktivován a provede předem dohodnutou práci. Ke vzájemné komunikaci používají členové al-Káidy i velmi moderní metody včetně internetu a šifrovaných zpráv, které jdou jen velmi stěží rozluštit.

## Odnože a příbuzné organizace Al-Káidy

Vlajka Aš-Šabábu užívána různými odnožemi Al-Káidy

- Al-Káida v islámském Maghrebu – podružná organizace aktivní od roku 1998 do současnosti,
- Al-Káida na Arabském poloostrově – podružná organizace aktivní na území Jemenu od roku 2009 do současnosti,
- Al-Káida na Indickém subkontinentu,
- Al-Káida v Jemenu (též jako „Islámský džihád Jemenu“) – teroristická organizace volně přidružená k al-Káidě, zodpovědná za bombový útok na americkou ambasádu v Jemenu v roce 2008,
- Aš-Šabáb – skupina islámských vzbouřenců v Somálsku loajální k al-Káidě,
- Ansar al-Islám – aktivní od roku 2001 v Iráckém Kurdistánu, působící ve válce v Iráku a v občanské válce v Sýrii, podružná organizace al-Káidy,
- Fronta an-Nusrá – syrská vojenská organizace a syrská odnož al-Káidy účastnící se Občanské války v Sýrii,
  -  Skupina Chorásán
- Islámský džihád – egyptské islámské hnutí, jehož vznik se datuje do roku 1980 a je aktivní dodnes, byla připojena k al-Káidě v roce 2001, zde působil i vůdce al-Káidy Ajmán Zavahrí,
- Fatah al-Islám – skupina aktivní od roku 2006 dodnes, účastnící se občanské války v Sýrii a napojená na síť al-Káidu.

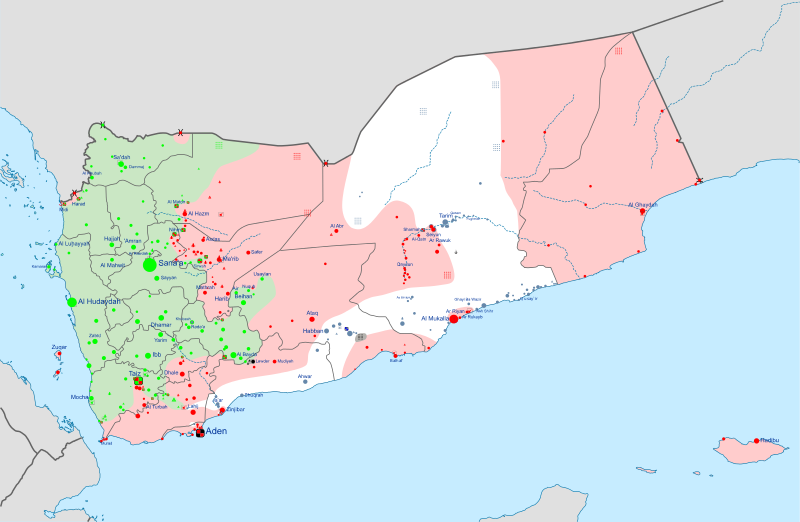
Mapa občanské války a vojenské intervence v Jemenu
Území pod kontrolou al-Káidy a islamistů z Ansar aš-Šaría (bílé)

### Al-Káida v Iráku
- Islámský stát – organizace původně známá jako „Al-Káida v Iráku“ (2004–2006), později přejmenována na „Islámský stát v Iráku“ (2006–2013) až po „Islámský stát v Iráku a Levantě“ 2013–2014. Původně působící jako odnož al-Káidy na území Iráku, aktivní od roku 2003, jejím vůdcem byl v letech 2004 až 2006 Abú Músá Zarkáví již jako od al-Káidy odštěpené organizace. Úspěšnost, extrémní radikalismus a zřejmě i protichůdné zájmy ji nevyhnutelně postavily proti původní „umírněnější“ al-Káidě. Později během občanské války v Sýrii vysoké ambice ovládnout velkou část Levanty (dnešní Sýrie) a vyhlásit na ní svůj chalífát ji v roce 2014 postavily i proti An-Nusře, další organizaci al-Káidy. Přesto IS jako samostatná organizace navzdory nepřátelství s al-Káidou nadále spolupracuje s některými jejími odnožemi.

### Fronta an-Nusrá v Sýrii
Saúdská Arábie, Turecko a Katar podporují v občanské válce v Sýrii zbraněmi, penězi a volnou cestou přes turecké území protivládní islamistické povstalce z fronty an-Nusrá, která je napojená na al-Káidu. Islamisté z an-Nusrá masakrují příslušníky syrských menšin a nutí je konvertovat k islámu. Skupina je podezřelá z chemických útoků.

### Al-Káida v Jemenu
Odnož Al-Káidy v Jemenu má více než osm tisíc členů a ovládá část jemenského území. Od roku 2015 uzavírá Saúdská Arábie, která stojí v čele mezinárodní koalice válčící v Jemenu, dohody s bojovníky Al-Káidy, kterým platí, aby na straně koalice bojovali proti hútíjským povstalcům. Některé dohody umožnily bojovníkům Al-Káidy opustit území i s výzbrojí a bojovou technikou. Podle AP analytika Michaela Hortona: "Někteří z americké armády dobře vědí, že podporou koalice v Jemenu pomáhají i tamní odnoži Al-Káidy. Ale podpora SAE a Saúdské Arábie proti tomu, co USA vidí jako íránský expanzionismus, má přednost před bojem proti Al-Káidě."

## Teroristické akce al-Káidy

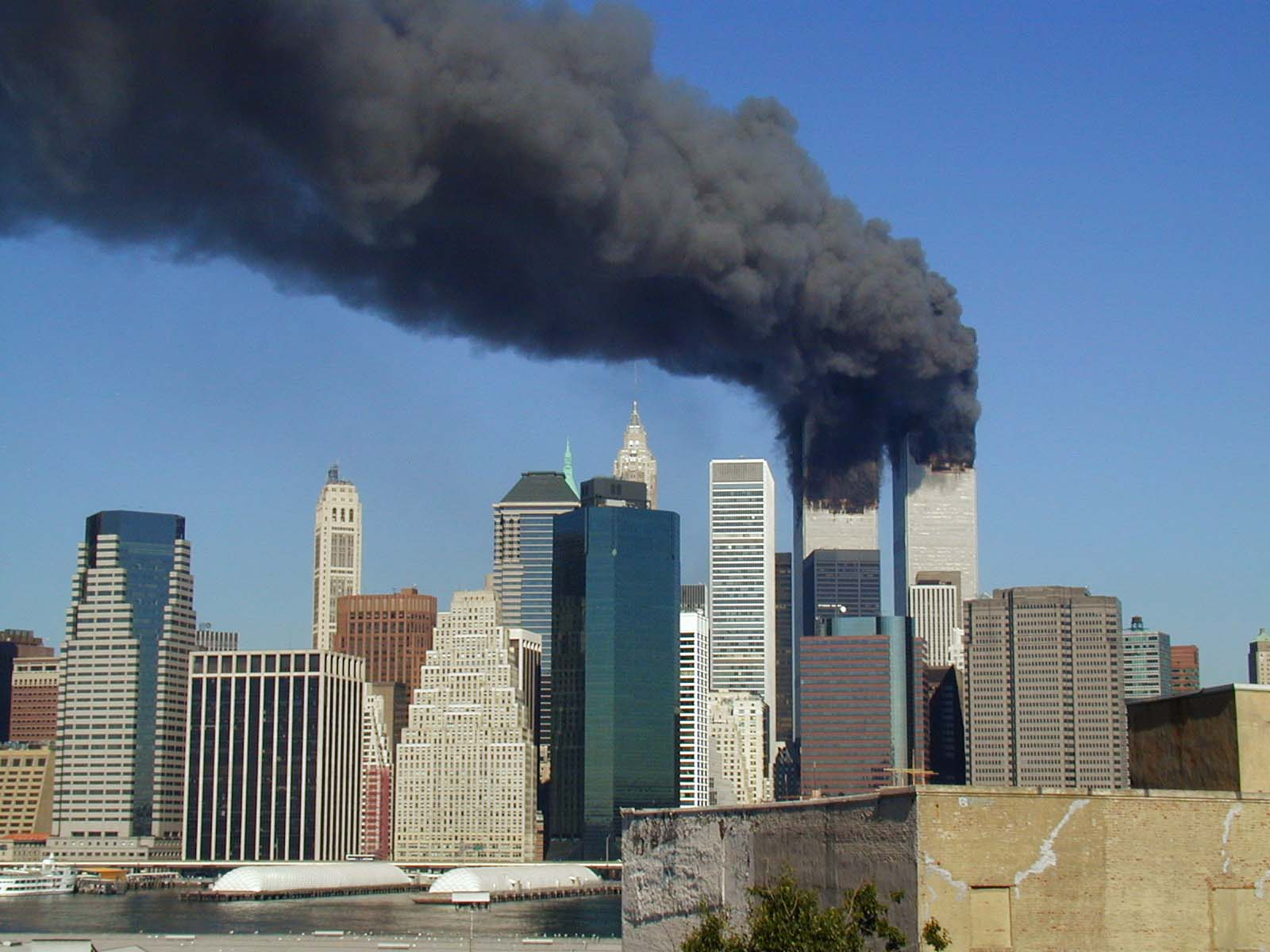
Teroristické útoky 11. září 2001

Ne všichni arabští teroristé jsou součástí organizační struktury al-Káidy. Často však dochází ke vzájemné spolupráci těchto extrémistických sil a někdy je i obtížné určit, jaké vedení stojí za určitým konkrétním atentátem nebo bombovým útokem. Mezi největší akce připisované al-Káidě patří:
- Za suverénně největší teroristickou akci soudobých dějin, která je al-Káidě přičítána, lze jednoznačně označit letecké útoky na USA z 11. září 2001. Celkem 19 únosců, napojených na al-Káidu, se tehdy v krátkém časovém sledu zmocnilo 4 velkých dopravních letadel nad územím Spojených států. Dvě z těchto letadel byla navedena na budovy Světového obchodního centra (WTC) v New Yorku. Obě zasažené budovy se po několika desítkách minut zřítily. Zřítila se taktéž budova World Trade Center 7, která byla stejně jako ostatní budovy v okolí poškozena pádem „dvojčat“. Další letadlo bylo navedeno na budovu Pentagonu a poslední se zřítilo v Pensylvánii, patrně díky aktivnímu odporu cestujících v letadle. Při těchto akcích zahynulo přibližně 3500 lidí. Al-Káida se k útokům opakovaně přihlásila.[10][11]

- Příslušníci hnutí al-Káida stojí za teroristickými bombovými útoky na americké ambasády v Nairobi v Keni a Dar es-Salaamu v Tanzanii. Při těchto útocích zahynulo přes 200 lidí a dalších 5 000 bylo zraněno.

- Al-Káida bývá také spojována s bombovými útoky v Saúdské Arábii v letech 1995 a 1996. Při útocích na americké vojenské objekty zahynulo tehdy kolem 10 osob. Podle tvrzení některých novinářů však za těmito útoky stálo hnutí Hizballáh.

- Při sebevražedném pumovém útoku na americký torpédoborec USS Cole v jemenském přístavu Aden dne 12. října 2000 zahynulo celkem 17 amerických námořníků a dalších 39 bylo zraněno. Současně zahynuli oba atentátníci, kteří napadli americkou loď ve člunu naloženém výbušninami.

## Významní členové
- Usáma bin Ládin
- Ajman az-Zaváhirí
- Abú Músá Zarkáví
- Ahmad Šara

### Audiovizuální dokumenty
- Fabled Enemies, 102 minut, v anglickém znění